# Moucha Airport
Moucha Airport är en flygplats i Djibouti. Den ligger i den östra delen av landet, 15 km norr om huvudstaden Djibouti.
Terrängen runt Moucha Airport är mycket platt.  Närmaste större samhälle är Djibouti, 15,4 km söder om Moucha Airport. 